# هيربي نيكولز
هيربي نيكولز (بالإنجليزية: Herbie Nichols)‏ هو عازف جاز وملحن وعازف بيانو أمريكي، ولد في 3 يناير 1919 في نيويورك في الولايات المتحدة، وتوفي بنفس المكان في 12 أبريل 1963 بسبب ابيضاض الدم.

## وصلات خارجية
- هيربي نيكولز على موقع الموسوعة البريطانية (الإنجليزية)
- هيربي نيكولز على موقع ميوزك برينز (الإنجليزية)
- هيربي نيكولز على موقع قاعدة بيانات برودواي على الإنترنت (الإنجليزية)
- هيربي نيكولز على موقع ديسكوغز (الإنجليزية)